# Paul Soutiras
Paul Soutiras (Arette, 30 août 1893 - Mort pour la France le 14 juin 1940 à Maizières-la-Grande-Paroisse) est un militaire français. Engagé dès ses 18 ans, il est déjà un sous-officier expérimenté lorsqu'il participe à la Première Guerre mondiale. Devenu officier, il prend, à la veille de la Seconde Guerre mondiale, le commandement du 7e bataillon de chasseurs alpins à la tête duquel il est tué lors de la bataille de France.

## Biographie

### Jeunesse et engagement
Paul Soutiras naît le 30 août 1893 à Arette, alors dans le département des Basses-Pyrénées. Fils de gendarme à cheval, il fait partie dans sa jeunesse des enfants de troupe,. Il devance l'appel en s'engageant dans l'armée le 31 août 1911, le lendemain de ses 18 ans. Affecté au 18e régiment d'infanterie, il y est promu caporal le 3 janvier 1912. À la fin du même mois, il obtient un brevet de topographie militaire auprès de la Société française de topographie. Il est promu sergent le 25 septembre 1912 puis sergent-chef un an plus tard. En septembre 1914, au moment de la mobilisation générale, il est muté au 218e régiment d'infanterie, régiment de réserve du 18e RI.

### Première Guerre mondiale
Il participe aux premiers combats de la Première Guerre mondiale en Belgique puis prend part à la bataille de la Marne du 6 au 11 septembre 1914 et à la bataille de l'Aisne. Adjudant à compter du 17 janvier 1915, il est peu de temps après promu sous-lieutenant à titre temporaire et affecté à la compagnie de mitrailleuses en juillet. Après de nouveaux combat dans l'Aisne, il prend part à la bataille de Verdun en 1916 puis en 1917 il combat dans la Somme et au chemin des dames, à Craonne et sur le plateau de Californie.
En mai 1917, le 218e RI étant dissous, Paul Soutiras est muté au 34e régiment d'infanterie,. Au sein de sa nouvelle unité, il poursuit les combats au chemin des dames jusqu'en juin puis stationne en Alsace jusqu'en octobre. Le régiment est ensuite engagé en Champagne dans la région du camp de Châlons. Lorsque l'empire allemand déclenche son offensive du Printemps en mars 1918, Soutiras et le 34e RI sont transportés en Picardie et combattent jusqu'en juin avant d'être mis au repos dans la région de Verdun où le sous-lieutenant temporaire Soutiras est nommé lieutenant à titre définitif,. En septembre et octobre, le régiment est dans l'Aisne et Paul Soutiras combat dans le secteur de Vauxaillon et du canal de l'Ailette. Relevé à la fin du mois d'octobre, le 34e RI est déplacé à Villers-Cotterêts où il apprend l'armistice du 11 novembre 1918.

### Entre-deux-guerres
Quelques jours seulement après la fin de la guerre, le lieutenant Soutiras est muté au 24e régiment de tirailleurs où il reste un peu plus d'un an avant de passer au 1er régiment de zouaves au Maroc. Il est détaché, de juillet à octobre 1922, au service géographique du Maroc puis rejoint les rangs du 3e bataillon de chasseurs à pied. Après avoir suivi les cours du centre d'étude de l'infanterie de Versailles de janvier à avril 1925, il est promu capitaine en décembre 1927. En octobre 1929, il est affecté à l'état-major particulier de l'infanterie puis, en février 1933, est muté au 20e bataillon de chasseurs. Il est affecté à la 58e brigade d'infanterie à Antibes en mai 1937. Promu chef de bataillon, il prend le commandement du 7e bataillon de chasseurs alpins en août 1938.

### Seconde Guerre mondiale
En 1939, basé à Albertville, le 7e BCA aux ordres de Soutiras prépare la défense de son secteur en vue d'une invasion italienne. Cependant, lorsque la Seconde Guerre mondiale éclate, c'est en Alsace que le bataillon est envoyé et passe quelques mois sans de réels combats pendant la drôle de guerre. En mai 1940, devant l'avancée des troupes allemandes, le 7e est envoyé dans l'Aisne et déployé le long du canal de l'ailette où Soutiras à déjà combattu 22 ans plus tôt,. Le 5 juin, la wehrmacht déclenche l'attaque le long du canal. Chargé de défendre les points de passage, Soutiras déploie ses compagnies autour du village de Pinon. Après que ces dernières furent une à une décimées par la masse de troupes allemandes, le chef de corps du bataillon rassemble une centaine de survivants et parvient à se replier vers le sud,. Après plusieurs jours de marche, le groupe parvient jusqu'au village de Maizières-la-Grande-Paroisse le 14 juin mais est rattrapé par les allemands et à nouveau encerclé. Après de nouveaux combats, les quelques survivants du 7e BCA sont capturés.
Le chef de bataillon Soutiras est tué en tentant de s'évader. Il sera plus tard inhumé au cimetière militaire de Vauxaillon, sur les terres où il a combattu durant les deux guerres mondiales.

## Décorations
|  |  |  |

| Chevalier de la Légion d'honneur | Chevalier de la Légion d'honneur | Croix de guerre 1914-1918 Avec trois palmes | Croix de guerre 1914-1918 Avec trois palmes | Médaille coloniale Avec agrafe "Maroc" | Médaille coloniale Avec agrafe "Maroc" |